# A Tramuntana
A Tramuntana è stata una rivista satirica francese, in lingua corsa, pubblicata dal 1896 al 1914.

## Storia editoriale
Venne fondata nel 1896 ad Ajaccio dallo scrittore còrso Santu Casanova, che ne fu direttore sino al 1914, quando A Tramuntana cessò di esistere.
Dalle sue colonne, Casanova propose di fissare un'ortografia unificata per la lingua còrsa e un'unificazione letteraria dei diversi dialetti còrsi basata sulla parlata cismontana. A Tramuntana ha rappresentato uno dei principali centri di sviluppo della cultura autoctona dell'isola, e vi pubblicarono i principali autori còrsi, come Petru Rocca.